# مستأجرهای بیکار
مستأجرهای بیکار (انگلیسی: Idle Roomers) یک فیلم کوتاه کمدی به کارگردانی راسکو آرباکل است که در سال ۱۹۳۱ منتشر شد.

## گزیدهٔ بازیگران
- فرانک مولینو
- آلفرد مولینو
- لینتون برنت
- فِرن اِمِت
- ویلیام مک‌کال
- ال تامپسون
- جرج دیویس